# Turneroideae
Turneroideae je biljna potporodica iz porodice Passifloraceae. Nekada je bila priznata za samostalnu porodicu Turneraceae Kunth ex DC. koja je po Cronquistovom sustavu (1981) bila ukljućivana u red Violales. Tek je po APG II sustavu 2003 smještena u red Malpighiales.
Postoji preko 240 vrsta, uglavnom, polugrmovi, grmovi i manje drveće.

## Opis
Članovi nekadašnje porodice Turneraceae, od desetak rodova i 205 vrsta, nalaze se u tropskim i suptropskim dijelovima Amerike, Afrike, 
Madagaskara  i Maskarenskog otočja. Turnera (122 vrste) i Piriqueta (44 vrste) nalaze se u Neotropima i Africi. Članovi potporodice često imaju dlakave nazubljene listove s jakim sekundarnim žilanjem, ali nemaju stipule. U cvjetovima čaška i vjenčić zajedno tvore cjevčicu, a latice se pravilno preklapaju i ubrzo nakon uvenuća, umjesto da se osuše dok venu, postaju vlažne. Stigme su često dvostruke i resaste. Kapsulasti plodovi imaju arilato sjeme sa sitnim i često pravilno mrežastim testom (sjemenom lupinom).

## Rodovi
1. Erblichia Seem. (1 sp.)
2. Mathurina Balf. f. (1 sp.)
3. Arboa Thulin & Razafim. (4 spp.)
4. Stapfiella Gilg (6 spp.)
5. Hyalocalyx Rolfe (1 sp.)
6. Tricliceras Thonn. ex DC. (16 spp.)
7. Afroqueta Thulin & Razafim. (1 sp.)
8. Streptopetalum Hochst. (6 spp.)
9. Loewia Urb. (2 spp.)
10. Turnera L. (140 spp.)
11. Piriqueta Aubl. (46 spp.)
12. Adenoa Arbo (1 sp.)
13. Pibiria Maas (1 sp.)
14. Oxossia L. Rocha (15 spp.)